# BE (album)
Pour les articles homonymes, voir BE.
Albums de Pain of Salvation
Remedy Lane
(2002) Scarsick
(2007)
BE est le cinquième album du groupe suédois de metal progressif Pain of Salvation, publié en février 2002, par InsideOut Music.
Cet album est organisé autour d'une épopée, celle de la création du monde par le dieu Animae et de son histoire.

## Liste des chansons
Toute la musique est composée par Daniel Gildenlöw.
| No  | Titre                            | Durée |
| --- | -------------------------------- | ----- |
| 1.  | Animae Partus ("I Am")           | 1:48  |
| 2.  | Deus Nova                        | 3:18  |
| 3.  | Imago (Homines Partus)           | 5:11  |
| 4.  | Pluvius Aestivus                 | 5:00  |
| 5.  | Lilium Cruentus (Deus Nova)      | 5:28  |
| 6.  | Nauticus (Drifting)              | 4:58  |
| 7.  | Dea Pecuniae                     | 10:09 |
| 8.  | Vocari Dei                       | 3:50  |
| 9.  | Diffidentia (Breaching the Core) | 7:26  |
| 10. | Nihil Morari                     | 6:21  |
| 11. | Latericius Valete                | 2:27  |
| 12. | Omni                             | 2:37  |
| 13. | Iter Impius                      | 6:21  |
| 14. | Martius/Nauticus II              | 6:41  |
| 15. | Animae Partus II                 | 4:08  |